# Machine Robo
Machine Robo (マシンロボ) är en linje leksaker som säljs av det japanska företaget Bandai och består av en uppsättning leksaksrobotar som kan förvandla sig till fordon och monster. Leksakerna släpptes även i Europa men under namnet Robo Machine och i Australien under namnet Machine men eller Robot Machine Men.

## Uppkomst
De första leksakerna släpptes i Japan år 1982 av Popy som var en underavdelning av Bandai. Denna första grupp brukar ofta kallas "600-serien" och bestod av 27 små metallfordon som kunde förvandla sig till robotar. De första leksakerna var väldigt små och nästan i samma skala som matchbox bilar, men senare släppte Bandai större så kallade "DX" versioner av leksakerna. 
Namnet som gruppen fick berodde på att leksakerna kostade 600 yen att köpa.
Många av leksakernas i första vågen var designade efter önskemål från barn då detta var vanligt i japan.
Senare versioner av leksakerna innehöll inte någon metall utan var konstruerade helt i plast. 
år 1983 exporterades ett stort antal av leksakerna till nord Amerika där de blev en del av Tonka toys Gobots och Rocklords serie.

## Historia
Machine Robos historia fanns beskriven i reklam kataloger som följde med leksakerna i kartongen. I dessa kataloger stod det att robotarna härstammade från solsystemet Romulus som var på väg att kollapsa. Ett antal av robotarna tog sin tillflykt till jorden och blev Machine Robo medan de som inte lyckades fångades i Casmozone och förvandlades till de onda Devil invaders. Denna bakgrundshistoria ändrades dock senare under seriens livstid. Historien har levt vidare i olika tecknade serier som bygger på leksakerna

## Anime adaptation
En anime som var baserad på leksakerna släpptes 1986 under namnet Machine Robo Revenge of Cronos.
Huvudartikel: Machine Robo: Revenge of Cronos.

## Uppföljare
- Machine Robo: Revenge of Cronos
- Machine Robo: Battle Hackers
- Leina Stol in Wolf Sword Legend
- Lightning Trap - Leina & Laika
- Machine Robo Rescue